# Arvid Smit
Arvid Smit (ur. 12 grudnia 1980 roku w Heerhugowaard) – piłkarz holenderski, grający na pozycji prawego pomocnika w klubie Stormvogels Telstar, do którego trafił z FC Volendam. Wcześniej Smit był zawodnikiem klubów Eredivisie takich jak: FC Groningen, PSV Eindhoven i Willem II Tilburg.